# 方丹海崖
方丹海崖（英語：Fontaine Bluff）是南極洲的海崖，位於奧次地，處於默里角以西7公里的卡萊恩冰川南岸，美國地質調查局根據測量和該國海軍的空中照片繪入地圖，現時由南極條約體系管理。